# Dagbladet
Dagbladet (lett. "Il quotidiano") è uno dei maggiori quotidiani norvegesi e conta 1,4 milioni di lettori giornalieri su versione mobile, web e cartacea.
L'edizione cartacea ha avuto una diffusione di 46 250 copie nel 2016, in calo rispetto a un picco di 228 834 nel 1994. Il caporedattore è Alexandra Beverfjord.
Dagbladet viene pubblicato sei giorni alla settimana e include il servizio aggiuntivo Magasinet ogni sabato. Parte del quotidiano è disponibile su Dagbladet.no e altri articoli sono accessibili tramite un paywall. I lettori giornalieri del quotidiano online di Dagbladet sono stati 1,24 milioni nel 2016.

## Storia
Dagbladet è stato fondato nel 1869 da Anthon Bang. Hagbard Emanuel Berner ne fu il primo editore capo e il primo numero fu pubblicato il 2 gennaio 1869. Dal 1884 al 1977 il giornale fu affiliato al partito liberale ( Venstre ). Dal 1977 è ufficialmente neutrale dal punto di vista politico, sebbene abbia mantenuto la sua posizione di giornale liberale, incorporando anche alcune posizioni culturalmente radicali in questioni come la lotta linguistica, le politiche ecclesiali, il femminismo, le relazioni intime, l'assistenza criminale ecc. Nel 1972 il giornale si schierò contro l'adesione della Norvegia all'UE, ma la promosse nel 1994
Dagbladet ha svolto un ruolo importante nello sviluppo di nuovi prodotti editoriali in Norvegia. Nel 1990 il giornale è stato il primo in Norvegia a pubblicare un'edizione domenicale in oltre 70 anni, e nel 1995 è diventato il primo dei principali quotidiani norvegesi con un'edizione online. Nel 2007 aveva una tiratura di 204 850 copie. Negli ultimi anni Dagbladet ha avuto successo con il supplemento Magasinet del sabato, che raggiunge il 25,3% della popolazione adulta della Norvegia.
Dagbladet apparteneva precedentemente alla società privata Berner Gruppen. Jens P. Heyerdahl ne è stato il più grande proprietario e aveva un controllo efficace attraverso diverse società. DB Medialab AS possedeva anche il 50% del portale web norvegese assieme al provider start.no e ha gestito la comunità online Blink dal 2002 al 2011.
Nel giugno 2013 la sezione dei prodotti online di Dagbladet è stata venduta da Berner Gruppen ad Aller Media per circa 300 milioni di corone norvegesi.  A partire dal 2016, il 99% delle azioni di Dagbladet AS è formalmente di proprietà di Berner Media Holding AS, che a sua volta è posseduta al 100% da Aller Media. Il restante 1% di Dagbladet AS è di proprietà della fondazione Dagbladets Stiftelse.

## Edizione online
L'edizione online di Dagbladet è stata inaugurata l'8 marzo 1995 subito dopo quella del giornale locale Brønnøysunds Avis.

## Controversie
Nel 1988 Dagbladet fu criticato per l'uso aggressivo di fotografie di parenti stretti in seguito al disastro aereo del Volo 710. Ciò portò a un cambiamento di prassi autoimposto nella stampa norvegese per quanto riguarda la gestione di tali incidenti.
Il 10 novembre 1989, il giorno dopo la caduta del muro di Berlino, Dagbladet non fece alcun riferimento alla caduta sulla sua prima pagina. Ciò causò critiche e ridicolizzazioni nei confronti del giornale.
L'ex ministro della sanità Tore Tønne si suicidò presumibilmente a seguito delle indagini di Dagbladet su presunte reati fiscali commessi dopo la conclusione del suo mandato presso il governo norvegese. Dagbladet fu criticato dalla Norwegian Press Association. Nel 2005 Il quotidiano ristampò le caricature di Maometto del quotidiano danese Jyllands-Posten.